# Henckelia primulacea
Henckelia primulacea là một loài thực vật có hoa trong họ Tai voi (Gesneriaceae). Loài này có ở Ấn Độ (Sikkim) và Nepal; được Charles Baron Clarke mô tả khoa học đầu tiên năm 1874 dưới danh pháp Chirita primulacea. Năm 2011, D.J.Middleton & Mich.Möller chuyển nó sang chi Henckelia.